# Dellichthys
Dellichthys is een monotypisch geslacht van straalvinnige vissen uit de familie van schildvissen (Gobiesocidae).

## Soort
- Dellichthys morelandi Briggs, 1955